# هرمیون بادلی
هرمیون بادلی یا هرماینی بادلی (انگلیسی: Hermione Baddeley؛ ۱۳ نوامبر ۱۹۰۶ – ۱۹ اوت ۱۹۸۶) یک هنرپیشه اهل بریتانیا بود.
وی بین سال‌های ۱۹۲۷ تا ۱۹۸۶ میلادی فعالیت می‌کرد.
از فیلم‌ها یا برنامه‌های تلویزیونی که وی در آن نقش داشته است می‌توان به مری پاپینز، اتاقی در بالا اشاره کرد.